# San Vito Lo Capo
San Vito Lo Capo – miejscowość i gmina we Włoszech, w regionie Sycylia, w prowincji Trapani.
Według danych na rok 2004 gminę zamieszkiwało 3914 osób, 66,3 os./km².
Miasteczko rozwinęło się w XVIII wieku. Istniał tu niewielki kościół pod wezwaniem świętego Wita, który rozrósł się w Chiesa Madre.

## Linki zewnętrzne

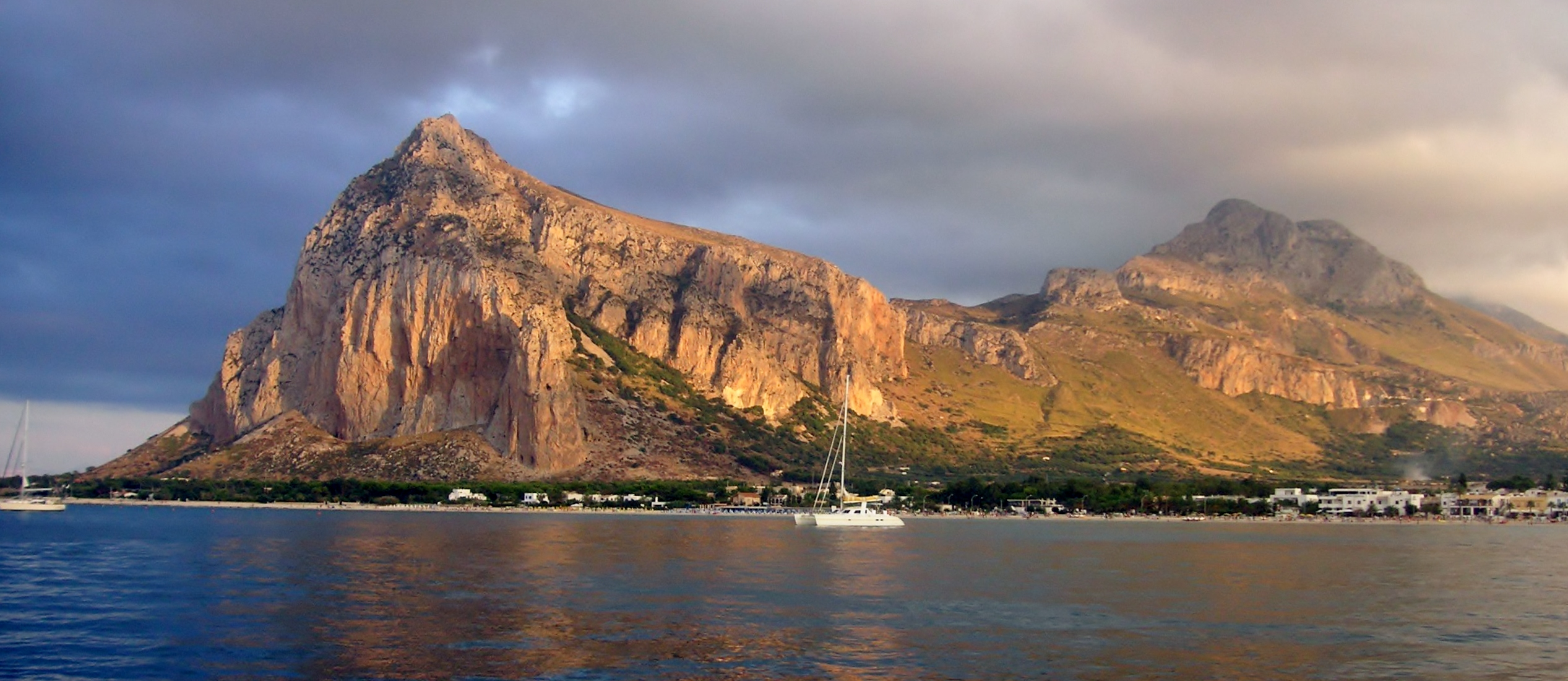
San Vito Lo Capo